# Programska izdaja
Programska izdaja je javna ali zasebna distribucija nadgrajene verzije programa ali druge programske opreme.  

## Shema
Razvijalske izdaje, tudi nočni paketki (Nightly builds)
Večina lastnosti je še v razvoju, pogosta so sesutja. Osvežujejo dnevno se prek sistemov za upravljanje s skladišči izvorne ali prevedene kode.
Nestabilne izdaje (Alpha)
Nekaj lastnosti je že na voljo, so sesutja srednje pogosta, izdelek se predstavi javnosti.
Polstabilne izdaje (Beta)
Večina lastnosti je že na voljo, sesutja so manj pogosta.
Stanje Seigo (Seigo Stage)
Knjižice so že preizkušene in bolj ali manj pripravljene na izdajo, končni izdelek (npr. uporabniški vmesnik) pa je polstabilen. Poimenovanje se je uveljavilo predvsem pri odprtokodnem programju, potem ko je izšel 2. kandidat za izdajo KDE 4.0. Aaron Seigo, razvijalec Plasme, je odločitev za izdajo kandidata za izdajo utemeljil s tem, da so knjižice in programi že dolgo stabilni, namizje pa še ne.
Kandidati za izdajo (RC)
Vse lastnosti so že na voljo, odpravljajo se predvsem napake, izdelek je že primeren za vsakdanjo uporabo
Temu sledi obdobje uporabe in razvoja nove verzije. 